# WASP-33b

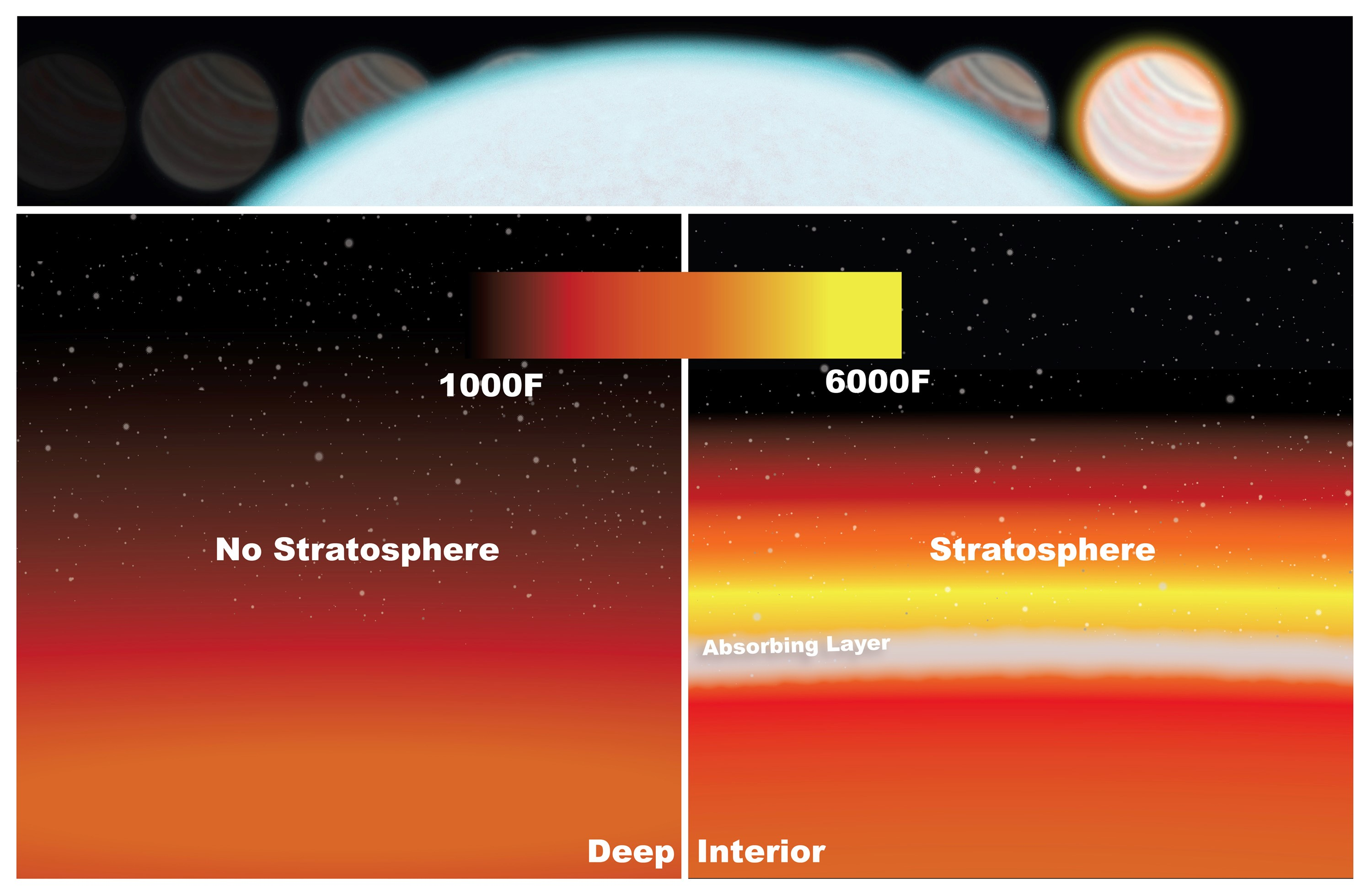

WASP-33B는 우주의 항성 중에 하나인 HD 15082 주위를 도는 외계행성이다. 이 행성은 델타 스쿠티 변광성 궤도를 선회한 최초의 행성이다. 0.026 AU의 반조르 축과 목성의 질량보다 클 가능성이 있는 질량으로 그것은 초고온목성이란 행성 등급에 속한다.

## 특징
2015년 6월에 NASA는 이 외부 행성이 성층권을 가지고 있으며, 대기에 성층권을 형성하는 티타늄의 산화물이 포함되어 있다고 보고했다. 산화티타늄은 가시광선과 자외선의 강력한 흡수체로서 대기를 뜨겁게 달군 몇 가지 화합물 중에 하나로서 뜨거운 대기 속에서 기체의 상태로 존재할 수 있다. 온도 반전(스트라토스피어), 물, 산화티타늄의 검출은 2020년까지 얻은 고품질 데이터와 반증되었다. 1ppb에 해당하는 산화티타늄 혼합률의 상한만 구할 수 있다. 이후 연구는 WASP-33B의 대기 중 산화티타늄이 존재함을 재확인했지만 HARPS-N은 검출할 수 없다. 중성철과 실리콘도 검출됐다. 2020년에는 2차 일식(행성이 항성에 의해 차단되는 경우)이 검출되면서 행성의 질량과 표면 전체의 온도 프로파일을 함께 측정했다. WASP-33B는 금성과 비슷하게 대기 중에 강한 바람이 불어 가장 뜨거운 지점인 28.7±7.1도를 서쪽으로 이동시킨다. 평균 풍속은 열권에서 8.5 km+2.1 −1.9/s이다. 조명 측면 밝기 온도는 3014±60K이고, 야간 밝기 온도는 1605±45K이다. 수소 발머선 흡수에 의해 추진되는 대기 탈출은 비교적 소박하며, 10억년 당 지구 질량이 총 1에서 10개까지의 정도 된다. 일반적인 상황에서 WASP-33B의 일면 대기 중에 물은 행성 방출 스펙트럼에서 알 수 있듯이 고온으로 인해 대부분의 히드록실산기와 분리된다. 모항성의 높은 회전속도를 볼 때에 WASP-33B의 궤도운동은 별의 거대함과 일반상대성이성의 효과에 의해 측정 가능한 방식으로 영향을 받을 수 있다. 첫째로 항성의 왜곡된 모양은 그 중력장을 일반적인 뉴턴 역제곱 법칙에서 벗어나게 한다. 태양도 마찬가지인데, 수성이 가진 궤도의 일부가 이런 효과에 기인 것이다. 다만 이 정도일 것으로 추정된다.10^{9}}{\displaystyle 9\times 10^{9}} WASP-33B의 경우에서는 더 크다. WASP-33B의 다른 영향도 더 클 것이다. 특히 일반적인 상대론적 프레임 드레이그에 의한 전과는 다음과 같아야 그에 대한 조건이 성립한다.{\displaystyle 3\cHB 10^{5}}3 \times 10^5 WASP-33B가 관측하기에는 너무 작은 수성보다 더 크다. HD 15082의 완전성을 10년 동안 행성의 트랜지트의 시간 변동에 대한 분석에서 백분율의 정확도로 측정할 수 있다는 주장이 제기되었다. 행성의 파괴로 인한 영향은 최소한 하나의 크기만큼 작으며, 행성의 적도와 궤도면 사이의 미지의 각도에 의존하고 있어 아마도 감지할 수 없게 될지도 모른다. 프레임 드레이깅의 효과는 그러한 실험으로 측정하기에는 너무 작다. 모성별의 영구화로 인한 WASP-33B의 노달 전이가 2021년까지 측정되었다. HD 15082의 중력 4극 모멘트는 6.73±0.22×10과−5 동일한 것으로 밝혀졌다. 비 케플러식 전열은 500배 더 작을 것으로 예상되지만 아직까지는 검출되지 않았다. 방사상 속도 측정의 한계는 목성 질량의 4.1배 이하를 의미한다. 엑소플라넷의 궤도는 모항성에 너무 가까이 있어서 표면 온도는 약 3,200 °C(5,790 °F)이다. 그 수송은 나중에 히파르코스 자료에서 복구되었다. 로시터-맥러플린 효과를 활용한 2012년의 연구에서는 행성 궤도가 항성의 적도면과 강하게 어긋나며 -107.7±1.6°에 해당하는 오정렬로 인해 WASP-33B의 궤도가 역행한다는 것을 밝혀냈다. 2010년에 슈퍼WASP 프로젝트는 항성 HD 15082 주위를 도는 외계 행성의 발견을 발표했다. 이번 발견은 행성이 항성 앞을 지날 때 행성의 이동을 탐지해 이뤄졌는데 이는 1.22일마다 일어나는 사건이다. 행성의 온도가 매우 높기 때문에 일반적인 뜨거운 목성보다 더욱 뜨거운 초고온목성으로 분류가 되는 행성이다.

## 같이 보기
- 천문학
- 목성형 행성
- 뜨거운 목성
- 초고온목성